# Federico Ortiz López
Federico Ortiz López (Ciudad de Buenos Aires, 7 de agosto de 1989) es un futbolista argentino. Juega de delantero y su equipo actual es Sportivo Italiano.

## Trayectoria

### Huracán
Debuta en primera división del fútbol argentino contra Boca Juniors en el 2009 en La Bombonera.

### Atenas
En el año 2012 es transferido en calidad de préstamo al Atenas de Uruguay.

### Central Español
A inicios del 2013 nuevamente Huracán lo transfiere en calidad de préstamo a Central Español por un año hasta junio del 2013.

### General Lamadrid
Luego pasó a ser jugador de General Lamadrid por 1 año.

### Deportivo Armenio
Jugó por última vez en el fútbol Argentino en el  Deportivo Armenio.

### Sportivo Luqueño
Jugó entre el año 2015 y 2016 con el Sportivo Luqueño de la Primera División de Paraguay y fue semifinalista de la Copa Sudamericana 2015 con el Kure Luque.

### Independiente de Campo Grande
En los primeros días de enero de 2017 arregló con el Independiente para disputar la Primera División de Paraguay nuevamente.

### U.S. Savoia
En el mes de septiembre de 2018 se convierte a ser jugador del Savoia, equipo de Serie D en Italia. El 28 de abril de 2019 marca su primer tanto frente al equipo Granata.

### Talleres (RdE)
Apenas iniciado el mes de diciembre de 2020 acuerda su incorporación a Talleres (RdE), club que compite en la Primera B de la Argentina.

### Sportivo Italiano
Comenzado el año 2021 se desvincula de Talleres (RdE) y acuerda su incorporación a Sportivo Italiano de la Primera C de Argentina.

## Clubes
| Club               | País      | Año           | PJ | Goles |
| ------------------ | --------- | ------------- | -- | ----- |
| Huracán            | Argentina | 2010 - 2011   | 6  | 1     |
| Atenas             | Uruguay   | 2012          | 12 | 5     |
| Central Español    | Uruguay   | 2012 - 2013   | 11 | 4     |
| General Lamadrid   | Argentina | 2013 - 2014   | 31 | 13    |
| Deportivo Armenio  | Argentina | 2014 - 2015   | 42 | 16    |
| Sportivo Luqueño   | Paraguay  | 2015 - 2016   | 20 | 8     |
| Independiente (CG) | Paraguay  | 2017          | 4  | 0     |
| Brown (Adrogué)    | Argentina | 2017          | 15 | 8     |
| Deportivo Armenio  | Argentina | 2018          | 17 | 13    |
| Savoia 1908        | Italia    | 2018-2019     | 11 | 1     |
| Talleres (RdE)     | Argentina | 2020-2021     | 2  | 0     |
| Sportivo Italiano  | Argentina | 2021-presente | 0  | 0     |